# Costellariidae
Die auch als Falsche Mitraschnecken bezeichneten Costellariidae sind eine Familie kleiner bis großer Schnecken aus der Gruppe der Caenogastropoda mit spindelförmigen Gehäusen, die in tropischen Meeren aller drei großen Ozeane verbreitet sind. Ihre Häuser sehen denen der Mitraschnecken zum Verwechseln ähnlich. Sie sind von diesen nur anhand anatomischer Merkmale der Weichteile unterscheidbar und wurden deshalb lange zu diesen gezählt, obwohl sie laut molekulargenetischen Untersuchungen den Stachelschnecken näher stehen.

## Merkmale
Die ausschließlich marinen Costellariidae besitzen spindelförmige bis eiförmige Gehäuse, die vor allem axial skulpturiert sind und bei ausgewachsenen Schnecken Längen von 3 mm bis 8 cm erreichen. Die Gehäuseform kann je nach Art länglich, breit eiförmig oder fast zylindrisch sein. Die Spindel weist 3 bis 6 Falten auf. Die Tiere haben kein Operculum.
Von den Mitridae unterscheiden sich die Costellariidae darin, dass sie im Vorderdarm paarige akzessorische Speicheldrüsen und eine Leiblein-Drüse haben, die ein gelbgrünes hypobranchiales Sekret anscheidet und nicht wie die Mitridae ein purpurfarbenes. Die Radula hat breite, vielhöckerige Mittelzähne und einhöckerige Seitenzähne.
Die meisten Costellariidae leben auf sandigem Substrat oder graben sich in den Schlamm oder Sand, doch manche leben auf Korallenriffen unter Felsen oder Steinen.
Die Costellariidae fressen verschiedene Kleintiere wie wurmförmige Beutetiere und Weichtiere.

## Gattungen
Zur Familie Costellariidae gehören folgende 18 Gattungen:
- Alisimitra Fedosov, Herrmann & Bouchet, 2017
- Atlantilux Huang, 2015
- Austromitra Finlay, 1926
- Ceratoxancus Kuroda, 1952
- Costapex Fedosov, Herrmann & Bouchet, 2017
- Latiromitra Locard, 1897
- Mitromica S. S. Berry, 1958
- Nodicostellaria Petuch, 1987
- Orphanopusia Fedosov, Herrmann & Bouchet, 2017
- Protoelongata Herrmann, Stossier & Salisbury, 2014
- Pusia Swainson, 1840
- Suluspira Fedosov, Herrmann & Bouchet, 2017
- Thala H. Adams & A. Adams, 1853
- Thaluta Rosenberg & Callomon, 2004
- Tosapusia Habe, 1964
- Turricostellaria Petuch, 1987
- Turriplicifer Fedosov, Marrow, Herrmann & Bouchet, 2017
- Vexillum Röding, 1798